# Clarisse Leite
Clarisse Leite Dias Batista (11 janvier 1917 — 11 mai 2003) est une pianiste, compositrice et professeur de musique brésilienne.

## Biographie
Elle est née à São Paulo et a étudié à São Paulo et en France. Après avoir terminé ses études, elle a travaillé en tant que professeur de musique à l'Academia Internacional, Rio de Janeiro,.
Ses fils Cláudio César Dias Baptista, Arnaldo Baptista (en) et Sérgio Dias (en) sont devenus des musiciens de rock.

## Œuvres
Leite a composé des œuvres de chant, pour orchestre de chambre ou pour piano. Elle est connue pour l'utilisation du folklore Brésilien dans ses compositions.
- Suite Nordestina (1971), 1) Baticum, 2) Prece por Maria Bonita et 3) Jacunços
- Duo concertante no. 1 pour pianos

Ses œuvres ont été enregistrées et publiées sur CD :
- Brasileira: Piano Music by Brazilian Women, 2004, Centaur Records